# Maximilian von Schwerin-Putzar
Pour les articles homonymes, voir Schwerin.
Maximilian Heinrich Karl Graf von Schwerin-Putzar (né le 30 décembre 1804 à Boldekow et mort le 2 mai 1872 à  Potsdam) est un propriétaire terrien et homme politique libéral prussien. Il a notamment occupé des fonctions de ministre.

## Famille
Il est le fils d'Heinrich Ludwig Wilhelm Carl comte von Schwerin (de), propriétaire terrien, membre du conseil cantonal puis Landschaftsdirektor et de Charlotte Friederike Louise, née von Berg. Il a un de ses frères Viktor von Schwerin (de). Maximilian se marie en 1834 à Hildegard Maria Schleiermacher, fille du théologien et pédagogue Friedrich Schleiermacher. Un des fils de Maximilian est Heinrich comte von Schwerin-Putzar, qui se marie à une fille du ministre de la culture Heinrich von Mühler. Sa fille Luise épouse le lieutenant général prussien Rudolf von Kanitz (de).

## Biographie et carrière
Il fréquente le lycée de Friedland à partir de 1818, puis étudie le droit à Berlin puis à Heidelberg de 1824 à 1826. Il est membre du Corps Saxo-Borussia Heidelberg. Il commence sa carrière en tant qu'Auskultator (juriste débutant) avant de devenir référendaire d'abord au tribunal de Stettin puis pour son gouvernement. De 1833 à 1848, il est administrateur de l'arrondissement d'Anklam. Il y habite avant de déménager dans son domaine de Schwerinsburg en 1836, puis dans celui de Putzar en 1839. Il possède de nombreux autres domaines comme ceux de : Wussecken, Löwitz, Sarnow, Wendfeld, Boldekow ou Bornmühl. En 1847, il entre au conseil d'honneur du Deutsche Zeitung et rapproche ce journal des libéraux prussiens. Du 19 mars au 25 juin 1848, il est ministre de l'Éducation dans le gouvernement de mars, le gouvernement libéral mis en place à la suite de la révolution de mars, qui est conduit par  Ludolf Camphausen et David Hansemann. Il essaie d'utiliser cette position pour imposer ses vues sur l'organisation de l'Église protestante, en la libéralisant. Il tente notamment d'imposer la tolérance entre les différents courants théologiques qui luttent en son sein. Il veut briser l'hégémonie de l'orthodoxie dans l'Église, mais cela se solde par un échec, tout comme sa tentative de rédaction d'une constitution pour le système presbytérien synodal.
Du 3 juillet 1859 au 17 mars 1862, pendant la période dite de la nouvelle ère (Neue Ära), il est ministre de l'Intérieur. En 1868, il est conseiller municipal de Berlin.

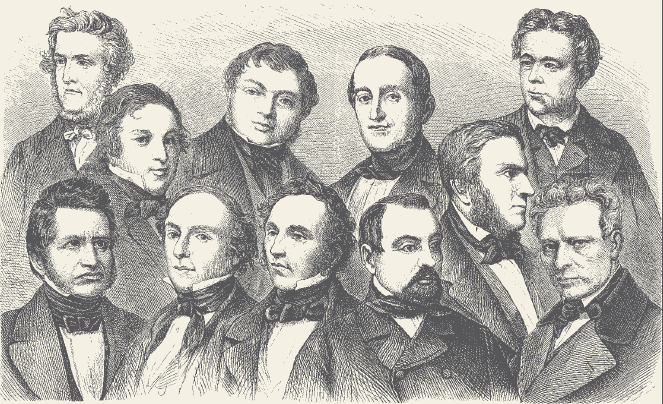
Députés du Landtag, et de l'assemblée nationale prussienne et allemande, parmi lesquels Schwerin

## Mandats parlementaires
À partir de 1839, Schwerin est député du parlement provincial de Poméranie (de). En 1847, il est député du Landtag prussien. Du 10 juillet 1848 au 3 mai 1849, il siège à l'assemblée de Francfort au nom de la troisième circonscription de Poméranie, se situant autour de Schlawe. Il y fait partie des fractions Casino et Café Milani. En 1850, il entre à l'Union d'Erfurt. De 1849 à 1872, il est un éminent membre de la seconde chambre du parlement de Prusse, ainsi qui devient la chambre des représentants de Prusse (d'abord dans la Fraction Auerswald-Schwerin, puis dans le Centrum, puis avec la Gauche, suivit des anciens libéraux et enfin le parti national-libéral). De 1856 à 1859, il est vraiment un leader des libéraux. Après la prise de pouvoir d'Otto von Bismarck, il fait partie des plus farouches opposants au ministre-président. Il défend notamment l'idée que le « droit prime sur la puissance », dans les débats sur la Lückentheorie.
De 1849 à 1855, il est président de la seconde chambre du parlement. De 1859 à 1862, il est membre du conseil d'État prussien. Enfin de 1867 à 1870, il est député au Reichstag de la confédération de l'Allemagne du Nord, pour la circonscription de Stettin et sous la banderole des national-libéraux.

## Activités non politiques
Schwerin est également, au-delà de ses activités politique, très actif dans l'Église évangélique. Il lutte lors de la Generalsynode de 1846, en accord avec ses principes libéraux, pour une constitution plus permissive de l'Église. Il fonde, de plus, la Gustav-Adolf-Verein (de) en 1841 et est membre du bureau jusqu'en 1847. À partir de 1859, il est citoyen d'honneur d'Anklam.

## Écrit
- (de) An die Wähler zum Reichstage des Norddeutschen Bundes im Wahlkreis Anclam-Demmin, Berlin, 1867